# 拉科維察

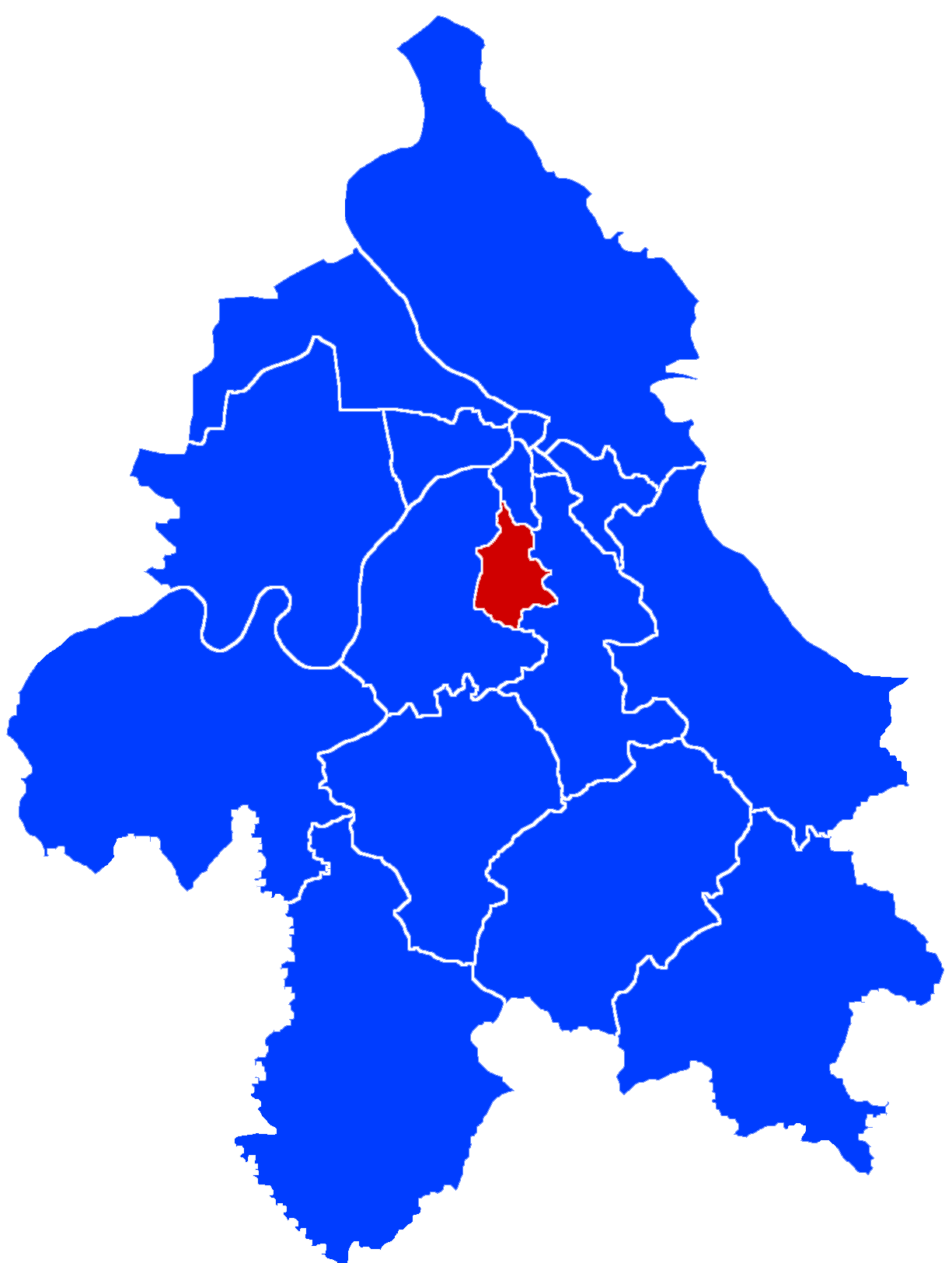

拉科維察（Раковица）是塞爾維亞首都貝爾格勒的十七個自治市之一。拉科維察面積31.8平方公尺。據2011年人口統計，拉科維察有人口108,413人。拉科維察是貝爾格勒工業化程度最高的地區之一，有多家工廠位於這裡。